# Jean Ferrat
Jean Ferrat, seudónimo de Jean Tenenbaum, fue un cantautor francés nacido el 26 de diciembre de 1930 en Vaucresson (Hauts-de-Seine) y fallecido el  13 de marzo de 2010 en Aubenas, en la región francesa de Ardèche.

## Infancia
Jean Ferrat vivió su adolescencia durante la Segunda Guerra Mundial y la ocupación alemana de Francia. Su padre, de origen judío, fue deportado a Auschwitz en 1942 y falleció allí. Durante este periodo, el joven Jean fue escondido por militantes comunistas, lo que sin duda influyó en sus posteriores opiniones políticas. Esta trágica experiencia personal, marcada por la pérdida de su padre y el apoyo recibido por la resistencia comunista, fue la inspiración directa de su emblemática canción Nuit et Brouillard (Noche y Niebla), en la que aborda el tema de la deportación con la intención de preservar la memoria para las generaciones futuras. 

## Carrera
Jean Ferrat pertenece a la generación comprometida de la canción de protesta junto a Jacques Brel, Georges Brassens y Léo Ferré. Aunque al principio de su carrera profesional trabaja como asistente de químico, prueba suerte en la música. Empieza a cantar bajo el nombre de Jean Laroche en cabarets, pero muy rápido toma el nombre de Jean Ferrat, seudónimo inspirado por el nombre de la ciudad Saint-Jean-Cap-Ferrat. En 1954 comienza su carrera de músico de lleno. 
Producido en el cabaret La Colombe de Michel Valette, Ferrat dio sus primeros pasos como compositor adaptando al canto poemas, entre ellos Les Yeux d'Elsa de Louis Aragon, canción que interpretó André Claveau, un artista ya consagrado. En 1971, alcanzaría un gran éxito con Aimer à perdre la raison (Amar hasta perder el juicio), otra adaptación musical de un poema de Aragon. En total, musicalizó más de treinta poemas del poeta, recopilados en el álbum Jean Ferrat chante Aragon (Jean Ferrat canta Aragon). 
Sin embargo, su primer éxito como intérprete llegaría en 1960 con Ma Môme (Mi Chica). Le seguirían otros éxitos como Deux enfants au soleil (Dos niños al sol) en 1961 y C'est beau la vie (Es bella la vida) en 1963. Su obra se distingue por una combinación de melodías melancólicas y letras que abordan tanto temas íntimos y sentimentales como cuestiones sociales y políticas, reflejando su compromiso con su tiempo. Varias veces, especialmente durante el gobierno de Charles de Gaulle, Jean Ferrat tuvo que enfrentarse a la censura. Un ejemplo notable es su canción Ma France (Mi Francia), una oda a su país impregnada de sus convicciones comunistas, que no eran bien vistas por el gobierno de la época. Esta censura se manifestó en la prohibición de su emisión en ciertos medios de comunicación. 
Se casó en 1961 con la cantante Christine Sèvres, nacida Jacqueline Christine Boissonnet (fallecida en 1981), por quien escribe algunas canciones. 

## Ardèche
En 1964, el cantante se mudó a Entraigues-sur-Volane, un pueblo de Ardèche. El paisaje montañoso y el ambiente rural de esta región fueron una fuente constante de inspiración para su obra, y allí compuso en 1965 su canción más emblemática, La Montagne (La Montaña), un himno a la vida rural y a la nostalgia por el campo. También en Ardèche conoció a Colette, quien se convertiría en su segunda esposa en 1992 (y quien en 2011 publicaría una biografía sobre él). Jean Ferrat vivió en Entraigues-sur-Volane hasta su fallecimiento y hoy está enterrado allí. En su honor, el pueblo celebra festivales que mantienen viva su memoria y su legado.

## Política
Jean Ferrat fue fiel durante su vida a sus ideales comunistas, pero sin traicionar su libertad de pensamiento y sin dudar en apartarse del partido comunista francés como consecuencia de la posición de este último respecto a la URSS. Esta separación se concreta a través de la canción Le Bilan (El Balance). En ella, Ferrat denuncia los daños hechos por la URSS, promovidos, sin embargo, por el partido comunista francés.
En 1967, el cantante viajó a Cuba, donde la experiencia de la revolución y sus logros sociales concretizaron sus ya firmes ideologías políticas de izquierda. Este viaje lo marcó profundamente e inspiró inmediatamente la canción Cuba, si, publicada ese mismo año, en la que expresa su admiración por el proyecto cubano.

## Fin de carrera

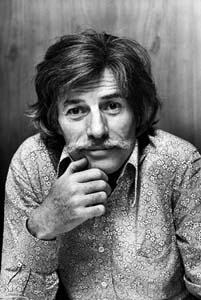
Ferrat en 1980.

Aunque haya estado poco presente en los medios y se haya retirado del escenario a los 42 años de edad, conoce un gran éxito tanto crítico como comercial, basado sobre la cualidad de sus composiciones (textos y melodías) – la cálida tez de su voz inconfundible – así como sus opiniones políticas.
El cantante francés Jean Ferrat, murió el 13 de marzo de 2010 a los 79 años de edad, tras un cáncer del pulmón.

## Discografía

### Principales álbumes
- Nov. 1961: Deux enfants au soleil (disco vinyl 25 cm)
- Nov. 1962: La Fête aux copains (25 cm)
- Dic. 1963: Nuit et brouillard (25 cm, incluyendo la canción "Nuit et brouillard")
- Dic. 1964: Berceuse (25 cm)
- Dic. 1965: Potemkine (30 cm)
- Dic. 1966: Maria
- Dic. 1967: À Santiago (o Cuba si)
- Marzo 1969: Ma France (o Au printemps de quoi rêvais-tu?)
- Dic. 1969: Camarade
- Feb. 1971: Aimer à perdre la raison (o La Commune)
- Nov. 1971: Ferrat chante Aragon  (poemas de Louis Aragon puestos en música)
- Marzo 1972: À moi l’Afrique
- Dic. 1975: La femme est l’avenir de l’homme
- Dic. 1976: Premières chansons - Nueva versión
- Abril 1979: Les Instants volés (o Enregistrement 1979)
- 1980: Cerca de 15 de sus primeros discos son re-recordados en 1979 y publicados en 1980
- Nov. 1980: Ferrat 80
- Nov. 1985: Je ne suis qu’un cri
- Nov. 1991: Dans la jungle ou dans le zoo (o Ferrat 91)
- Oct. 1994: Ferrat 95 (16 nuevos poemas de Louis Aragon)
- Dic. 2002: Ferrat en scène

### Principales 45 tpm
- Sept. 1958: Les Mercenaires
- Dic. 1960: (con el seudónimo de Noël Frank) C’était Noël / Notre concerto / Près de la rivière enchantée / Quand la valse est là
- Dic. 1960: Ma môme
- Dic. 1961: Eh ! l’amour
- Dic. 1963: Les Enfants terribles
- Marzo 1965: Música de la película "La Vieille Dame indigne" de René Allio (3 títulos: On ne voit pas le temps passer, Loin, Tu ne m'as jamais quitté)
- Mayo 1965: Música de la película "Le Coup de grâce" (1 sola composición cantada: Les beaux jours)
- Sept. 1972: Mon palais

### Principales compilaciones
- 1968: 10 Grandes Chansons de Jean Ferrat
- 1992: Les Années Barclay: Best of Jean Ferrat
- 1992: Coffret Les Années Barclay (5 CD)
- 1995: Ses 24 premières chansons (rééd. 1998 Deux enfants au soleil), Magic records. Intégrale 1960-1962 aparte del EP Noël Frank
- 2000: Coffret Ferrat 2000 (11 CD Temey, con un libro de los textos de las canciones)
- 2000: Coffret long box C’est toujours la première fois (3 CD Barclay, 53 canciones)
- 2001: Ma France
- 2003: Jean Ferrat 1969-1970-1971-1972
- 2003: Coffret Jean Ferrat (6 CD Barclay, 130 canciones)
- 2007: Jean Ferrat 1970-1971
- 2008: Les 50 plus belles chansons (3 CD Barclay)
- 2009: Les  no1 de Jean Ferrat
- 2009: Best of 3 CD (57 canciones Sony Music)

### Canciones aisladas
- Nov. 1972: Chanson Prière du vieux Paris en el disco colectivo "Première partie du spectacle de Jean Ferrat au Palais des Sports 1972"